# Type 77
La Type 77 est une mitrailleuse lourde chinoise de calibre 12,7 mm, considérée comme la première génération de mitrailleuse anti-aérienne chinoise. La Type 85 en est une version améliorée.

## Historique
Au milieu des années 1970, l'armée populaire de libération (APL) décida de développer une arme chambrée en 12,7 mm de construction légère, afin de la rendre compatible avec un usage anti-aérien mobile, à partir du sol ou à bord de véhicules légers. Cette arme avait pour objectif de remplacer la lourde et vieillissante Type 54 de 12,7 mm, une copie de la DShKM soviétique. Elle devait dans l'ensemble accomplir les mêmes tâches que ses homologues américaine Browning M2 et soviétique DShKM.
La nouvelle arme fut officiellement adoptée par l'APL en 1977 sous la désignation de « mitrailleuse lourde Type 77 de 12,7 mm », et sa production commença en 1980. Cette arme avait un principe de fonctionnement assez inhabituel pour une arme de ce type, utilisant directement le recul créé par les gaz pour faire défiler les munitions. Ce choix semble avoir été dicté par une volonté de gagner du poids, en supprimant une bonne partie des pièces mobiles normalement présentes dans une telle arme. Son système de verrouillage basique et sa bande de munitions étaient de simples adaptations des solutions déjà longuement éprouvées par la DShKM soviétique. Le poids total de l'arme est d'environ 56 kg, soit moins de la moitié de celui de l'ancienne Type 54.
La Type 77 possédait un canon très lourd, doté d'un frein de bouche et d'un manchon tubulaire. Elle était généralement dotée d'une optique à faible grossissement, adaptée aux utilisations anti-aériennes ou contre les objectifs terrestres peu renforcés. Il semblerait cependant que cette arme laissait quelque peu à désirer car, à peine cinq ans après sa mise en service, elle fut remplacée par une arme plus récente, la Type 85.

## Caractéristiques
L'arme fonctionne simultanément par recul et par emprunt de gaz, qui peut d'ailleurs être réglé selon trois niveaux. La bande de munitions qui l'alimente est constituée de 60 maillons non désintégrables identiques à ceux de la mitrailleuse lourde soviétique DShK.
L'arme seule pèse 21,3 kg et son trépied 28,3 kg, auxquels s'ajoutent des accessoires supplémentaires d'une masse de 6,5 kg, pour un total de 56,1 kg. La cadence de tir se situe entre 650 et 750 coups/min et sa portée oblique contre les aéronefs est de 1 600 m pour une altitude de 800 m. Sa portée maximale au sol est de près de 7 km et la vitesse à la bouche de ses munitions est comprise entre 810 et 825 m/s.

## Utilisateurs
- Chine
- Cambodge[3]

Les Moudjahidines sembleraient également en détenir quelques-unes.